# Júlio Pereira
Júlio Fernando de Jesús Pereira (Moscavide, 22 de diciembre de 1953) es un compositor, productor y musicólogo portugués, reconocido virtuoso de instrumentos tradicionales portugueses, como el cavaquinho, la mandolina y la viola braguesa.

## Evolución
Aprende a tocar la mandolina a los 7 años con su padre. Tras iniciarse en grupos de rock como "Xarhanga" y el cuarteto "Petrus Castrus", su temprana colaboración con los llamados 'cantores de abril' (José Afonso, Fausto, Sérgio Godinho, José Mário Branco, José Jorge Letria, Pedro Barroso) le acercó a las nuevas tendencias de la música tradicional portuguesa, participando en conciertos, recitales y sesiones de grabación con la mayoría de ellos desde abril de 1974.
A partir de 1978 trabajó como instrumentista y productor con el cantautor Zeca Afonso, quedando como heredero de su importante legado musical.
A lo largo de su carrera también ha colaborado con músicos de muy diferentes estilos y entornos como: el padre del folk norteamericano Pete Seeger, Chico Buarque, el fadista tradicional Carlos do Carmo, el acordeonista vasco Kepa Junkera, Dulce Pontes, los canarios Mestisay o los irlandeses The Chieftains (participando activamente en el álbum "Santiago" ganador en 1995 del Grammy Award.
También ha respaldado a jóvenes estrellas de la canción en portugués como María João, Sara Tavares, Nancy Vieira (Cabo Verde), la gallega Uxia o la brasileña Luanda Cozetti.
El 9 de junio de 2015, fue nombrado Grande-Oficial de la Ordem do Infante D. Henrique.

## Discografía
- 1971 - Marasmo' - Petrus Castrus
- 1972 - Tudo Isto, Tudo Mais' - Petrus Castrus
- 1973 - Acid Nightmare' - Xarhanga
- 1973 - Great Goat' - Xarhanga
- 1973 - Mestre' - Petrus Castrus
- 1975 - Bota-Fora'
- 1976 - Fernandinho Vai ó Vinho'
- 1978 - Lisboémia'
- 1979 - Mãos de Fada'
- 1981 - Cavaquinho'
- 1983 - Braguesa'
- 1984 - Cadói
- 1986 - Os Sete Instrumentos'
- 1988 - Miradouro'
- 1990 - Janelas Verdes'
- 1990 - O Melhor de Júlio Pereira'
- 1992 - O Meu Bandolim'
- 1994 - Acústico'
- 1995 - Lau Eskutara' con Kepa Junkera
- 2001 - Rituais'
- 2003 - Faz-de-Conta'
- 2007 - Geografias'
- 2010 - Graffiti'
- 2014 - Cavaquinho. PT'